# Гельфанд, Израиль Моисеевич
Изра́иль Моисе́евич Гельфа́нд (20 августа [2 сентября] 1913, Окны, Балтский уезд, Подольская губерния — 5 октября 2009, Нью-Брансвик, штат Нью-Джерси) — советский и американский математик, один из крупнейших математиков XX века, биолог, педагог и организатор математического образования (до 1989 года — в Советском Союзе, после 1989 года — в Соединённых Штатах).
Автор более 800 научных статей и около 30 монографий; основатель крупной научной школы. Доктор физико-математических наук (1940), профессор Московского государственного университета им. М. В. Ломоносова (МГУ) (1941—1990), Ратгерского университета (1990—2009). Президент Московского математического общества (ММО) в 1966—1970 годах, действительный член Академии наук СССР (1984; с 1991 — Российской академии наук).
Основные труды Гельфанда относятся к функциональному анализу, теории представлений, алгебре, комбинаторике, дифференциальным уравнениям и топологии. Один из создателей теории нормированных колец (банаховых алгебр), которая послужила отправным пунктом созданной им (совместно с М. А. Наймарком) теории колец с инволюцией и теории бесконечномерных унитарных представлений групп Ли, имеющей существенное значение для теоретической физики. Наряду с этим автор фундаментальных результатов в области теории обобщённых функций, занимался дифференциальными уравнениями, теорией топологических линейных пространств, обратными задачами спектрального анализа, квантовой механикой, динамическими системами, теорией вероятностей, приближёнными и численными методами и другими областями математики. Автор многочисленных работ по нейрофизиологии волевых движений, клеточной миграции в тканевых культурах, протеомике (классификации третичной структуры белков) и алгоритмизации клинической работы врачей.
Гельфанд известен также и тем, что сумел стать крупнейшим учёным путём самообразования, не имея законченного среднего образования и не пройдя курс обучения в университете.

## Биография
Гельфанд — уникальный пример самообразования, завершившегося блестящей научной карьерой. У него не было ни законченного среднего, ни университетского образования.

### Ранние годы
Родился в приднестровском местечке Окны (с 1920 года — Красные Окны, впоследствии райцентр Красноокнянского района Молдавской АССР и Окнянского района Одесской области Украины), в семье бухгалтера Моисея Янкелевича Гельфанда (1883—1967) и Перл (Перли) Мордуховны Гельфанд (урождённой Бронштейн, 1886—1953). Учился в еврейской, русской и украинской школах; очень рано проявил особенный интерес к математике. В 1923 году семья перебралась в Ольгополь Винницкой области, где Гельфанд поступил в химическую профессиональную школу в Чечельнике и подружился с одноклассником — другим будущим математиком Д. П. Мильманом. В девятом классе (в 1928 году) Гельфанд и Мильман были исключены из профшколы как дети «нетрудового элемента» (отец Гельфанда в это время управлял кустарной мельницей). Когда Гельфанд заканчивал 9-й класс, учитель математики сказал ему: «Я больше ничему тебя уже не научу. Езжай в Москву, найди там МГУ, а в МГУ — мехмат. Учись дальше, и ты станешь великим математиком».
Не имея возможности окончить среднее образование, в силу тяжёлых семейных обстоятельств в феврале 1930 года уехал к дальним родственникам в Москву, некоторое время был безработным, занимался подённой работой, устроился гардеробщиком в Ленинскую библиотеку (ближе к книгам), где занимался самообразованием. В 1931 году начал посещать вечерние лекции по математике в нескольких учебных заведениях, в том числе в Московском государственном университете.

### Научная карьера
Вскоре И. М. Гельфанд в порядке исключения был принят ассистентом кафедры математики Вечернего химико-технологического института. Уже через год без формального среднего и высшего образования он стал аспирантом А. Н. Колмогорова (1932—1935) и одновременно с 1932 года начал преподавать в Московском государственном университете. Как писал другой ученик Колмогорова В. И. Арнольд, Колмогоров говорил, что есть только два математика, в разговоре с которыми он «ощущал присутствие высшего разума», и один из них — И. М. Гельфанд.
Одним из наиболее важных учителей периода обучения в аспирантуре И. М. Гельфанд называл Л. Г. Шнирельмана. Своими учителями более позднего времени он считал А. Н. Колмогорова, М. А. Лаврентьева, А. И. Плеснера, И. Г. Петровского, Л. С. Понтрягина, И. М. Виноградова и Л. А. Люстерника. О них он говорил:
Все они — великие математики. Я благодарен им всем, я многое воспринял от них.И. М. Гельфанд
В 1935—1939 годах преподавал в МГУ, доцент. С 1939 года по совместительству работал старшим научным сотрудником Математического института имени В. А. Стеклова Академии наук СССР (МИАН), в 1940—1941 годах и 1943—1944 годах по совместительству возглавлял кафедру теории функций Белорусского государственного университета, с 1941 по 1990 годы — профессор МГУ, с 1953 года — заведовал отделом теплопереноса в Институте прикладной математики АН СССР (ИПМ РАН). С 1967 года Гельфанд был главным редактором основанного им журнала «Функциональный анализ и его приложения».
В начале Великой Отечественной войны родители И. М. Гельфанда были эвакуированы вместе с МГУ в Ашхабад (его отец в это время работал главным бухгалтером университета), где 3 мая 1942 года погибла, заблудившись в степи, сестра учёного — студентка мехмата МГУ Адель Гельфанд. В 1943 году И. М. Гельфанд с женой и родителями переехал в Казань, куда эвакуировался Математический институт АН СССР.
23 октября 1953 года избран членом-корреспондентом Академии наук СССР. В 1960 году А. Н. Колмогоров в отзыве о работах И. М. Гельфанда писал: «Я считаю, что И. М. Гельфанд уже давно является естественным кандидатом для избрания в действительные члены АН СССР». Недопущение Гельфанда на международные математические конгрессы и неизбрание учёного с мировыми именем на протяжении десятилетий действительным членом Академии наук СССР послужило в конце 1970-х годов одним из поводов для обвинений советской математической элиты в антисемитизме. В. А. Успенский приводит высказывание М. В. Келдыша: «Вред от невыпускания Гельфанда уже превзошёл весь мыслимый вред, который мог бы произойти от его выезда».
Политику недопущения математиков еврейского происхождения на международные конференции и в Академию наук связывают с именами тогдашнего директора Математического института академика И. М. Виноградова и влиятельного академика Л. С. Понтрягина:
…его в академики не пускал Понтрягин — выдающийся математик, но ужасный антисемит. Неизбрание в Академию наук СССР Гельфанда было позором. Гельфанд был уже академиком нескольких иностранных академий, но на отделении математики, где Понтрягин имел большой вес, Гельфанда много раз заваливали. После очередного завала Гельфанда я выступил на общем собрании академии с протестом, а академик Леонтович задал тогдашнему президенту академии Анатолию Петровичу Александрову вопрос: «Имеет ли право член иностранных академий стать советским академиком?» Александров, недоумевая, отвечает: «Конечно, имеет…» Все, кому надо, догадались, о ком и о чём идёт речь. Долгое неизбрание Гельфанда в Академию наук СССР было позором.акад. Е. Л. Фейнберг
Такое было впечатление, что ЦК выделяло даже позицию для Гельфанда, но плотный поток академиков-антисемитов под руководством Ивана Матвеевича [Виноградова] решил лечь костьми, но не пропустить Гельфанда в ряды русской академии. И, в конце концов, ЦК ничего с ними не смог сделать.Илья Иосифович Пятецкий-Шапиро
Ограничительная политика математического отдела Академии наук в отношении евреев, однако, имела значительно более давние корни:
Это [присуждение Нобелевской премии Л. В. Канторовичу] было необыкновенное явление, учитывая обстановку махрового антисемитизма, который царил в математической науке. Между прочим, этот антисемитизм имеет длинную историю. И в довоенное время в отделении математики Академии наук СССР был один и только один еврей-академик, что резко контрастировало с отделениями физики, химии и др. И этот обычай держался до последнего времени. Многие годы таким академиком был Сергей Натанович Бернштейн. После его смерти им стал Леонид Витальевич Канторович и к концу его жизни в академики был, наконец, выбран Израиль Моисеевич Гельфанд, один из самых сильных живущих в мире математиковдоктор экономических наук А. И. Каценелинбойген
.
Будучи много лет почётным членом ряда иностранных академий, Гельфанд был избран действительным членом АН СССР 26 декабря 1984 года, став таким образом первым с 1964 года академиком-математиком еврейского происхождения.
В 1989 году Гельфанд поселился в США, был приглашённым профессором в Гарвардском университете (1989—1990) и Массачусетском технологическом институте (МТИ) (1990); с 1991 года был заслуженным профессором отделений математики и биологии института дискретной математики и вычислительных наук Ратгерского университета в Нью-Джерси.
Последние годы жизни И. М. Гельфанд жил в тауншипе Пискатауэй, Нью-Джерси, неподалёку от Ратгерского университета. С 1994 года И. М. Гельфанд и его семья являлись убеждёнными сторонниками вегетарианства, а с 2000 года и веганства. Умер 5 октября 2009 года на 97-м году жизни в университетской больнице Роберта Вуда Джонсона (Robert Wood Johnson University Hospital).

### Семья
- Первая жена — Флора Павловна Ясиновская (1918—2020), студентка (впоследствии физиолог), после развода вышла замуж за студента (впоследствии инженера) Михаила Литвинова (сына наркома М. М. Литвинова)[38] .
- Вторая жена (с 1942 года) — Зоря Яковлевна Шапиро[39] (1914—2013) — советский математик, выпускница (1938) и преподаватель мехмата МГУ, кандидат физико-математических наук, в соавторстве с мужем и Р. А. Минлосом автор монографии «Представления группы вращений и группы Лоренца, их применения» (1958); переводчица математической литературы с французского языка[40].
  - Сын — Сергей Израилевич Гельфанд (род. 1944), математик, ответственный издатель Американского математического общества. Совместно с отцом и И. Н. Бернштейном в работе по представлениям групп Ли ввёл понятие резольвенты для задачи классификации петель групп Ли (резольвента Бернштейна — Гельфанда — Гельфанда). Совместно с Р. МакФерсоном предложил теорему декомпозиции (1980). Автор книг «Задачи по элементарной математике» (1965); «Sequences, Combinations, Limits» (совместно с М. Л. Гервером, А. А. Кирилловым, Н. Н. Константиновым и А. Г. Кушниренко, The MIT Press 1969 & Dover Publications 2002); «Операторы Фурье — Вайля на основном аффинном пространстве группы Шевалле» (совместно с М. И. Граевым, 1973); «Методы гомологической алгебры» (совместно с Ю. И. Маниным, 1988; Methods of Homological Algebra, Springer-Verlag Нью-Йорк, 1996 & 2003 и Homological Algebra, 1999) и других.
    - Внук — Михаил Сергеевич Гельфанд (род. 1963), молекулярный биолог, специалист по биоинформатике, кандидат физико-математических наук (1993) и доктор биологических наук (1998), профессор, заместитель директора Института проблем передачи информации РАН по науке.
    - Внучка — Наталья Сергеевна Гельфанд (англ. Natasha Gelfand, род. 1976), специалист по информатике, Ph.D., Стэнфордский университет[41][42].

  - Сын — Владимир Израилевич Гельфанд (англ. Vladimir I. Gelfand, род. 1948), биохимик, выпускник мехмата МГУ, кандидат биологических наук (1975), заведующий лабораторией клеточного транспорта Института биоорганической химии имени А. Н. Белозерского МГУ; с 1991 года — в США, с 1993 года — в Иллинойском университете (Champaign-Urbana), с 2004 года — профессор клеточной и молекулярной биологии в Northwestern University в Чикаго[43], директор лаборатории внутриклеточного транспорта[44], автор работ по внутриклеточному транспорту органелл, энергетическим процессам в митохондриях[45] индекс Хирша 61 (ноябрь 2023)[46].
    - Внук — Эли (Илья) Гельфанд (англ. Eli V. Gelfand, род. 1975), кардиолог в медицинской школе Гарвардского университета, автор научных работ в области клинической кардиологии (эхокардиографии, магнитно-резонансной ангиографии), в том числе монографии «Лечение прогрессирующей стенокардии и инфаркта миокарда» (2009)[47].
    - Внучка — Мария Гельфанд (англ. Maria V. Gelfand, род. 1984), научный сотрудник в Отделении нейробиологии медицинской школы Гарвардского университета, автор работ по молекулярной и нейробиологии.

  - Сын — Александр (умер в детстве).
- Третья жена (с 1979 года) — Татьяна Владимировна Гельфанд (урождённая Алексеевская, род. 1952) — математик, преподаватель Ратгерского университета (США), автор работ в области комбинаторного анализа и прикладной математики (в том числе монографии «Математическая модель процесса изотахофореза и исследование возникающей системы квазилинейных уравнений», 1985).
  - Дочь — Татьяна Израилевна Гельфанд, психолог.

## Научные интересы и результаты

### Математика
Первую научную статью написал совместно с Колмогоровым. В 1935 году защитил кандидатскую диссертацию по теме «Абстрактные функции и линейные операторы», которая уже содержала ряд важных результатов и собственно методику использования классического анализа для изучения функций нормированных пространств. Как пишет В. М. Тихомиров, результаты этого исследования стали классикой функционального анализа.
В 1938 году Гельфанд представил и в 1940 году защитил докторскую диссертацию, в которой он предложил свою теорию коммутативных нормированных колец, выдвинувшую его в ряды крупнейших математиков своего времени. Особенно важным было то, что теория нормированных колец Гельфанда впервые выявила близкую взаимосвязь между общим банаховским функциональным анализом и классическим анализом. Использование максимальных идеалов дало толчок не только развитию гармонического анализа, но и всему дальнейшему развитию алгебраической геометрии. Этот первый творческий период Гельфанда завершился монографией «Коммутативные нормированные кольца» (в соавторстве с Д. А. Райковым и Г. Е. Шиловым), и Гельфанд обратился к теории представлений.
В совместной работе с М. А. Наймарком в начале 1940-х годов Гельфанд разработал теорию некоммутативных нормированных колец с инволюцией, продемонстрировав, что такие кольца всегда могут быть представлены в виде колец линейных операторов в гильбертовом пространстве — краеугольный камень всей современной теории C*-алгебр. Тогда же Гельфанд работал над теорией представлений некомпактных групп, которая развивала теории конечных групп Фробениуса и Шура, а также теорию компактных групп Вейля. Это далее привело Гельфанда к заложению основ интегральной геометрии и исследованию преобразований Радона. Тогда же занялся обобщёнными функциями, обратными задачами, численными методами, математической физикой и обобщёнными случайными процессами. К этому же периоду относятся основополагающие работы в области геодезических потоков на поверхностях негативной конволюции и первое наблюдение связи автоморфных форм с представлениями (с С. В. Фоминым). В 1958—1966 годах Гельфанд в соавторстве с Г. Е. Шиловым и другими опубликовал 6 выпусков монографической серии «Обобщённые функции», сыгравшей важную роль в развитии математики XX столетия. В англоязычной математической литературе книги этой серии часто цитируются в качестве авторитетного источника для углублённого изучения теории обобщённых функций и их приложений.
В 1960-х годах Гельфанд работал над топологической классификацией эллиптических операторов, основываясь на наблюдении индекса как гомотопического инварианта ведущего символа (эти открытия привели к важнейшей теореме индекса Атьи—Зингера). Совместно с Б. М. Левитаном и Л. А. Диким разработал подход к обратным спектральным задачам и теорию рассеяния. Между 1968 и 1972 годами написал серию значительных работ по когомологии бесконечномерных алгебр Ли (когомологии Гельфанда—Фукса), в том числе совместно с Д. Б. Фуксом. Эта работа привела к особому классу фолиаций (Гельфанда — Фукса).
В области дифференциальных уравнений, базируясь на работах С. Л. Соболева и Л. Шварца в области обобщённых функций и распределений, Гельфандом была решена обратная задача для уравнений Штурма — Лиувилля. Совместно с И. Н. Бернштейном и С. И. Гельфандом была решена задача представлений групп Ли. Продолжил работать среди прочего в области интегрируемых систем, комбинаторики, теории гипергеометрических функций, некоммутативной математики, теории многомерных детерминантов, создал (совместно с О. В. Локуциевским) метод прогонки для решения систем линейных уравнений, возникающих при численном решении уравнений с частными производными. Гельфанд занимался также и прикладными аспектами математической методологии в различных областях физики, сейсмологии и информатики, был привлечён к проекту создания водородной бомбы.

### Математические методы в биологии, нейрофизиологии и медицине
С конца 1950-х годов в круг интересов Гельфанда попала биология (биокибернетика), а вскоре и медицина (медицинская кибернетика), во многом благодаря его ученику М. Л. Цетлину и, вероятно, в связи с несчастьем в семье (смертью от лейкоза младшего сына Саши). В 1957 году Гельфанд и Цетлин организовали междисциплинарный математико-физиологический семинар, который собирался в помещении Института нейрохирургии им. Н. Н. Бурденко АМН СССР до 1961 года. Медицинской частью семинара руководил В. С. Гурфинкель. Основной тематикой семинара стала физиология сердца, нейрофизиология моторно-двигательного аппарата (движений). В 1960 году И. М. Гельфандом и директором Института биофизики АН СССР (ИБФ РАН) Г. М. Франком было решено создать постоянный междисциплинарный отдел на основе участников семинара. Этот отдел — впоследствии Межфакультетская лаборатория математических методов в биологии МГУ — был организован весной 1961 года, и помимо Гельфанда и Цетлина с математической стороны, в него вошли В. С. Гурфинкель и М. Л. Шик с медицинской стороны. В 1976 году лаборатория вошла в состав НИИ физико-химической биологии им. А. Н. Белозерского МГУ в качестве Отдела математических методов в биологии. В структуру отдела вошли: группы клеточной биологии (под руководством Ю. М. Васильева), математики и медицинской диагностики (под руководством И. М. Гельфанда); возглавлял отдел с момента основания И. М. Гельфанд.
Исследования моторной нейрофизиологии проводились на базе Лаборатории № 9 (нейробиологии моторного контроля) Института проблем передачи информации (ИППИ РАН) совместно с Ю. И. Аршавским. Результатом этой работы явилась серия публикаций по нейроконтролю волевых движений кошек и механизмам синаптической передачи информации в мозжечке и нисходящих спинномозговых путях.
Поначалу Гельфанд работал над приложением математических методов описания поведения сложных систем к изучению регуляции механизмов управления локомоцией у млекопитающих и регуляцией деления эпителиальных клеток в культуре ткани. Вместе с соавторами им были предложены принцип наименьшего действия и представления о синергиях в управлении деятельностью элементов сложных биологических систем. Начиная с середины 1960-х годов Гельфанд работает над систематическим описанием клеточной пролиферации и морфогенеза в эпителиальных и мезенхимальных тканевых культурах и моделированием в этих культурах раневых процессов (совместно с Ю. М. Васильевым). Другое направление исследований связано с математическим описанием механизмов опухолевого перерождения и метастазирования. Все эти исследования теперь ведутся теми же научными группами (некоторые уже по преимуществу в Ратгерском университете (Нью-Джерси)). Гельфанд также занимался биоинформатикой и алгоритмизацией хирургической и терапевтической практики (медицинская кибернетика), напр., прогностическими вопросами и их приложением к экстренной оперативной тактике при гастродуоденальных язвенных кровотечениях, прогнозированием осложнений при инфаркте миокарда.
В последнее десятилетие Гельфанд обратился также и к протеомике, в том числе к классификации нуклеотидной последовательности, а в последние годы и вторичной и третичной структурам белков. Математические (геометрические) методы применяются для выделения возможных пространственных организаций белковых молекул и их описания. Так, в 2007 году Гельфандом совместно с A. E. Кистером и другими на примере группы сэндвичеобразных белков была предложена структурная единица третичной (трёхмерной) нуклеотидной организации белков страндон (или стрендон — strandon) и описаны супермотивы в чередовании страндонов.
Всего в области биохимии, физиологии и медицины Гельфандом опубликовано около 100 научных трудов, из них около 85 — в англоязычной научной периодике, таких авторитетных изданиях как Proceedings of the National Academy of Sciences of the USA. Объединяющей чертой всех этих работ является структуралистский математический подход к комплексным биологическим проблемам.

## Педагогическая деятельность
Сразу же по окончании Великой Отечественной войны в МГУ был организован «Математический семинар Гельфанда», который собирался по понедельникам вечером на протяжении 45 лет. На семинар приглашались как отечественные математики, так и приглашённые исследователи из-за рубежа (такие как П. Макферсон, 1981, и Ж.-П. Серр, 1984). Через него прошло несколько поколений известных в будущем математиков. Популярной стала фраза И. М. Гельфанда: «Задача мехмата состоит в том, чтобы сделать людей способными».
В 1959 году И. М. Гельфанд организовал также и биологический семинар, сыгравший значительную роль в развитии этой области в СССР путём привлечения к участию специалистов разного профиля. Биологический семинар проходил в Институте теоретической и экспериментальной биофизики на Профсоюзной улице, позднее — в корпусе «А» МГУ.
С 1934 года, тогда ещё доцентом, И. М. Гельфанд руководил работой первого математического кружка для школьников при МГУ, организованного им совместно с Л. А. Люстерником и Л. Г. Шнирельманом; в 1963 году он начал также работать с двумя классами московской Второй школы, разработав серию лекций и семинаров для школьников. На их основе им была создана Заочная математическая школа (впоследствии Всесоюзная заочная математическая школа (ВЗМШ)), которую за 30 лет окончили более 70 тыс. человек. Все эти годы Гельфанд был председателем её научного совета и сам занимался разработкой учебных пособий для учеников. Эта школа стала первым учебным заведением такого типа. В составе ВЗМШ позднее было создано биологическое отделение, а потом и отделения, посвящённые другим научным дисциплинам (химии, экономике, русскому языку). По образцу ВЗМШ впоследствии были созданы аналогичные школы и в других университетах (например, при НГУ).
В 1990 году он организовал в США «Gelfand Correspondence Program in Mathematics» — аналог Заочной математической школы для старшеклассников, которой он руководил в Москве. Знаменитый семинар Гельфанда также нашёл своё продолжение в стенах Ратгерского университета в Пискатауэй, Нью-Джерси. Преподавал в Гарварде, среди его учеников был Эдвард Френкель.
Израиль Моисеевич Гельфанд — основатель крупной научной школы, среди его учеников такие известные математики как Д. А. Каждан, М. Л. Концевич, Ф. А. Березин, И. Н. Бернштейн, Е. Б. Дынкин, И. И. Пятецкий-Шапиро, А. А. Кириллов, В. С. Ретах, А. М. Молчанов, В. А. Голубева, Э. В. Френкель, А. В. Зелевинский, Г. М. Адельсон-Вельский, М. Л. Цетлин, Я. И. Хургин, Э. Э. Шноль, Э. Семереди, В. А. Боровиков, Г. Е. Шилов, В. Б. Лидский, В. И. Кринский, Ю. А. Шрейдер, А. Д. Гвишиани, Т. Хованова, В. А. Диткин, М. П. Федорук, М. В. Зыскин, А. Б. Гончаров, Л. А. Дикий, Б. Л. Фейгин и многие другие, а также биологи — А. И. Воробьёв, М. Б. Беркинблит.

## Правозащитная деятельность
В 1968 году подписал коллективное письмо с осуждением ввода советских войск в Чехословакию. В том же году Гельфанд и его жена З. Я. Шапиро подписали коллективное «письмо 99» на имя министра здравоохранения СССР и генерального прокурора СССР в защиту насильственно помещённого в московскую психиатрическую больницу № 5 математика А. С. Есенина-Вольпина.

## Признание заслуг

### Звания
- Почётный член Московского математического общества (1971)
- Почётный доктор (Honoris Causa)
  - Оксфордского университета (1973)
  - Парижского университета (Сорбонны) (1975)[78]
  - Гарвардского университета (1976)
  - Принстонского университета (1977)
  - Упсальского университета (1977)
  - Лионского университета (1984)
  - Пизанского университета (1985)
- Почётный иностранный член
  - Американской академии искусств и наук (1964)
  - Американского математического общества (1966)
  - Лондонского математического общества (1967)
  - Национальной академии наук США (НАН США) (1970)
  - Королевской Ирландской Академии (1970)
  - Королевской Шведской академии (1974)
  - Французской академии наук (1976)[79]
  - Лондонского королевского общества (1977)[80]
  - Академии наук Италии (Academia dei Lincei, 1988)
  - Академии наук Японии (1989)
- Академик Академии наук СССР (1984, с 1991 года РАН; член-корреспондент с 1953 года)
- Пожизненный почётный член (Honorary Life Member) Нью-Йоркской академии наук (1999)[81][82][83]
- Действительный член Европейской академии наук, 2004)[84][85]

### Награды
В СССР и России:
- Сталинская премия (1951)
- Сталинская премия второй степени (1953) — за расчетно-теоретические работы по изделию РДС-6с и РДС-5
- Ленинская премия (1961)
- Три ордена Ленина (1954, 1956, 1973)
- Два ордена Трудового Красного Знамени (1963, 1983)
- Орден Дружбы народов (1975)
- Орден «Знак Почёта» (1953)
- Государственная премия России (совместно с С. Г. Гиндикиным и М. И. Граевым, 1997)

Международные награды:
- Первый лауреат премии Вольфа по математике (1978)
- Медаль Вигнера Международного союза по теории групп в физике (1980)
- Премия Киото (1989)
- Силлимановская лекция (1989)
- Стипендия Мак-Артура (1994)
- Премия Стила за выдающиеся достижения на протяжении всей карьеры (2005)

### Оценки характера
Ученик Гельфанда А. А. Абрамов вспоминал:

У Гельфанда были испорчены отношения, по-моему, со всеми. <…> Был какой-то банкет в честь Израиля Моисеевича. Выступает его ученик — Цетлин: «Израиль Моисеевич, я знаю, почему Вы — почётный член многих академий мира, а у нас — не академик!» «Почему?» <…> «Потому, что там знают Ваши работы, но не знают Вас как человека!»

Директор Гематологического научного центра академик А. И. Воробьёв, считавший себя учеником И. М. Гельфанда, характеризовал его грубым до безобразия. В. М. Тихомиров скоро перестал посещать семинар Гельфанда, отчасти потому, что мало понимал, но и ещё по тому, что Гельфанд позволял себе весьма неделикатные реплики по отношению к участникам семинара:

Раз как-то перед аудиторией 14-08 я увидел своего друга и сокурсника (его жизнь оборвалась очень рано), который <…> обрушил на меня целый шквал проклятий, которыми готовился удостоить Израиля Моисеевича, когда тот выйдет из аудитории. А всё дело было в том, что моего друга угораздило задать вопрос докладчику. Гельфанд воскликнул: «Не отвечайте! Наш семинар рассчитан на грамотных людей».
— Прогулки с И. М. Гельфандом
По мнению М. И. Зеликина скромность не входила в число основных достоинств Израиля Моисеевича. Эти же черты Гельфанда в общении с людьми отмечали и А. М. Яглом и Е. Б. Дынкин.

### Прочее
Начиная с 50-летнего юбилея И. М. Гельфанда, каждые 10 лет в его честь проводились международные конференции. Конференция, посвящённая 90-летию учёного, проводилась в Гарвардском университете 31 августа — 4 сентября 2003 года, где сам И. М. Гельфанд произнёс вступительное слово. Свою благодарственную речь Гельфанд закончил отражающими его общее мировоззрение и нередко цитируемыми словами нобелевского лауреата Ицхока Башевиса-Зингера:
Никогда не будет справедливости, пока человек стоит с ножом в руке и уничтожает тех, кто слабее его.
31 августа — 4 сентября 2004 года в США состоялась конференция The Unity of Mathematics, посвящённая 90-летию Гельфанда.
В 2013 году в связи со столетием И. М. Гельфанда состоялись две международные научные конференции. Одна из них — «Столетие И. М. Гельфанда» — была организована Российской академией наук при участии других организаций и прошла 22—25 июля в Москве. Другая, организованная Массачусетским технологическим институтом, Гарвардским и Ратгерским университетами, состоялась 28 августа — 2 сентября в Кембридже, США.
Доктор физико-математических наук президент Санкт-Петербургского математического общества Анатолий Вершик писал, что имя Гельфанда «стоит в очень коротком списке тех, кто формировал математику этого века». Заслуженный профессор МГУ доктор физико-математических наук Владимир Тихомиров назвал Гельфанда «одним из самых выдающихся математиков XX века».

## Избранная эпонимическая терминология в математике
- Представления Гельфанда в теории банаховой алгебры (Изоморфизм Гельфанда[англ.] (англ.));
- Теорема Гельфанда — Мазура[англ.] (англ.), Weisstein, Eric W. Теорема Гельфанда — Мазура (англ.) на сайте Wolfram MathWorld.;
- Теорема Гельфанда — Наймарка, Weisstein, Eric W. Теорема Гельфанда — Наймарка (англ.) на сайте Wolfram MathWorld.;
- Конструкция[англ.] Гельфанда — Наймарка — Сегала (англ.);
- Теория Гельфанда — Левитана (в области обыкновенных дифференциальных уравнений);
- Уравнения Гельфанда — Дикого (по расчёту вариаций и теории солитона);
- Когомология фолиаций Гельфанда — Фукса;
- Размерность Гельфанда — Кириллова (Gelfand — Kirillov dimension);
- Декомпозиции Гельфанда — Капранова — Зелевинского;
- Канонические базисы Гельфанда — Цетлина (нередуцируемых конечномерных представлений классических группы G);
- Теория интегрируемых систем Магри — Дорфман — Гельфанда — Захаревича;
- Резольвента Бернштейна — Гельфанда — Гельфанда (BGG resolution для конечномерных представлений);
- Weisstein, Eric W. Преобразование Гельфанда (англ.) на сайте Wolfram MathWorld.;
- Weisstein, Eric W. Неразрешённый вопрос Гельфанда (англ.) на сайте Wolfram MathWorld.;
- Weisstein, Eric W. Теорема Гельфанда (англ.) на сайте Wolfram MathWorld.

## Научные публикации

### Книги

#### Математика
Все изданные И. М. Гельфандом на русском языке книги выходили в английских переводах. Отдельные монографии были исходно написаны на английском языке. Кроме того, было издано собрание научных публикаций Гельфанда в двух томах (в нескольких переизданиях). И. М. Гельфанд также — редактор ряда сборников научных сообщений и серии «Математических семинаров Гельфанда» (The Gelfand Mathematics Seminars), изданной на протяжении 1990-х годов.

##### Монографии
- Arbeiten zur Informationstheorie II (с А. М. Ягломом, А. Н. Колмогоровым, Ч. Це-Пей и И. П. Цареградским). Veb Deutscher Verlag der Wissenschaften, 1958.
- Обобщённые функции. Монографическая серия. Выпуски 1-6. Государственное издательство физико-математической литературы (ГИФМЛ) и Наука: Москва, 1957—1966 (повременные переводы на немецкий и английский языки: Verallgemeinerte Funktionen, Generalized Functions). См. ниже отдельные выпуски.
- Пространства основных и обобщённых функций (совместно с Г. Е. Шиловым). Обобщённые функции: выпуск 2. ГИФМЛ: Москва, 1958.
- Представления группы вращений и группы Лоренца, их применения (с Р. А. Минлосом и З. Я. Шапиро). Москва: Физматгиз, 1958.
- Некоторые вопросы теории дифференциальных уравнений (совместно с Г. Е. Шиловым). Обобщённые функции: выпуск 3. ГИФМЛ: Москва, 1958.
- И. М. Гельфанд, Г. Е. Шилов. Обобщённые функции и действия над ними. — М.: ГИФМЛ, Добросвет, 1959, 2000. — (Обобщённые функции. Вып. 4).
- Коммутативные нормированные кольца (в соавторстве с Д. А. Райковым и Г. Е. Шиловым). Государственное издательство физико-математической литературы (ГИФМЛ): Москва, 1960.
- Некоторые применения гармонического анализа. Оснащённые гильбертовы пространства (совместно с Н. Я. Виленкиным). Обобщённые функции: выпуск 4. ГИФМЛ: Москва, 1961 (Generalized Functions. Applications of Harmonic Analysis. Academic Press, 1961 & 1977).
- Интегральная геометрия и связанные с ней вопросы теории представлений (совместно с М. И. Граевым и Н. Я. Виленкиным). Обобщённые функции: выпуск 5. ГИФМЛ: Москва, 1962.
- Теория представлений и автоморфные функции (совместно с И. И. Пятецким-Шапиро и М. И. Граевым). Обобщённые функции: выпуск 6. ГИФМЛ и Наука: Москва, 1966 (Representation Theory and Automorphic Functions. Academic Press, 1990).
- Интегральные преобразования, связанные с двумя замечательными комплексами в проективном пространстве (совместно с М. И. Граевым). ИЛМ: Москва, 1982.
- Абстрактный гамильтонов формализм для классических пучков Янга-Бакстера (совместно с И. В. Чередник). ИЛМ: Москва, 1983.
- Модели представлений классических групп и их скрытые симметрии (совместно с А. В. Зелевинским). ИПМ: Москва, 1984.
- Комбинаторные геометрии и страты тора на однородных компактных многообразиях (совместно с В. В. Сергановой). АН СССР: Москва, 1986.
- Описание всех формул обращения в задаче интегральной геометрии, связанной с грассманианом Gk., П (совместно с И. М. Граевым). ИПМ: Москва, 1986.
- Страты в G3,6 и связанные с ними гипергеометрические функции (совместно с М. И. Граевым). ИПМ: Москва, 1987.
- Общие гипергеометрические функции на грассманиане G3,6 (совместно с М. И. Граевым). ИПМ: Москва, 1987.
- Collected Papers (собрание сочинений в двух томах). Springer Verlag: Нью-Йорк, 1988—1989.
- Г-ряды и общие гипергеометрические функции на многообразии k*h-матриц (совместно с М. И. Граевым и В. С. Ретахом). ИЛМ: Москва, 1990.
- Mathematical problems of tomography. American Mathematical Society: Провиденс (Род-Айленд), 1990.
- Discriminants, Resultants, and Multidimensional Determinants (совместно с М. М Капрановым и А. В. Зелевинским). Бостон: Birkhäuser, 1994; 2-е издание — 2008.
- Quasideterminants, Noncommutative Symmetric Functions and Their Applications (совместно с В. С. Ретахом). Бостон: Birkhäuser, 1995.
- Coxeter Matroids (совместно с А. В. Боровиком и Н. Уайтом). Birkhäuser: Бостон, 2003.
- Selected Topics in Integral Geometry (совместно с С. Г. Гиндикиным и М. И. Граевым). American Mathematical Society, 2003.

##### Учебные пособия
- Lectures on Linear Algebra. Interscience Publishers, 1961 & 1978.
- Calculus of Variations (совместно с С. В. Фоминым). Prentice Hall, 1963, 1965 и Dover Publications, 2000.
- И. М. Гельфанд, Е. Г. Глаголева, Э. Э. Шноль. Функции и графики. Основные приемы. — М.: Наука, 1968. — (Библиотечка физико-математической школы, выпуск 2). (Перевод на англ.: Functions and Graphs. The MIT Press, 1969, Birkhäuser: Boston, 1990 и 1998)
- Лекции по линейной алгебре: Учебное пособие для студентов вузов. 4-е издание, дополненное. Наука, Главная редакция физико-математической литературы: Москва, 1971.
- И. М. Гельфанд, С. Г. Гиндикин, М. И. Граев. Избранные задачи интегральной геометрии. — М., 1998, 2007.
- И. М. Гельфанд, Е. Г. Глаголева, А. А. Кириллов. Метод координат. — М.: Наука, 1973. — (Библиотечка физико-математической школы, Вып. 1). (Перевод на англ.: The Method of Coordinates. The MIT Press, 1967; Birkhäuser: Boston, 1990)
- Метод координат (совместно с Е. Г. Глаголевой и А. А. Кирилловым). Мокслас: Вильнюс, 1978.
- Функции и графики (совместно с Е. Г. Глаголевой и Э. Э. Шнолем). ВЗМШ при МГУ им. М. В. Ломоносова: Москва, 1996.
- И. М. Гельфанд. Лекции по линейной алгебре. — М.: Добросвет, МЦНМО, 1998, 2007.
- И. М. Гельфанд, А. Х. Шень. Алгебра. 2-е изд., испр. и дополн. — М.: МЦНМО, 2009. (Первое издание книги вышло в 1998 г. Перевод на англ.: Algebra. Birkhäuser: Boston, 4 издания между 1993 и 2003)
- И. М. Гельфанд, С. М. Львовский, А. Л. Тоом. Тригонометрия. — М.: МЦНМО, 2002. (Перевод на англ.: Trigonometry. Birkhäuser, Boston, 2001)
- Функции и графики. Основные приёмы (совместно с Е. Г. Глаголевой и Э. Э. Шнолем), МЦМНО: Москва, 2004.
- Israel M. Gelfand, Alexander Shen. Algebra. Birkhäuser, 1993, 1995, 2000, 2002, 2003, 2004. — 150 pp.
- I. M. Gelfand, Mark Saul. Trigonometry. Birkhäuser, 2001. — 239 pp.
- Israel M. Gelfand, Tatiana Alekseyevskaya (Gelfand). Geometry. Birkhäuser, 2020. — 441 pp.

##### Сборники
- Арифметические группы и автоморфные функции: сб. переводов / Под ред. И. И. Пятецкого-Шапиро, Д. А. Каждана и И. М. Гельфанда. — М.: Мир, 1969.

#### Медицина
- Models of the Structural—Functional Organization of Certain Biological Systems (совместно с В. С. Гурфинкелем, С. В. Фоминым и М. Л. Цетлиным). The MIT Press, 1971.
- Взаимодействие нормальных и неопластических клеток со средой (совместно с Ю. М. Васильевым). Наука: Москва, 1981 (Neoplastic and Normal Cells in Culture. Cambridge University Press, 1981).
- Классификация больных и прогноз осложнений при инфаркте миокарда. Медицина: Москва, 1982.
- Структурная организация данных в задачах медицинской диагностики и прогнозирования (совместно с Б. И. Розенфельдом и М. А. Шифриным). Медицина: Москва, 1982.
- Очерки о совместной работе математиков и врачей (совместно с Б. И. Розенфельдом и М. А. Шифриным). АН СССР Наука: Москва, 1989.
- The Rate of Myocardial Necrotization as a Major Criterion of Infarction Severity — Automated Analysis of Chromatin Structures in Interphase Cell Nuclei (совместно с А. В. Виноградовым, Г. П. Арутюновым, И. А. Журавлёвой, А. В. Жукоцким, Е. М. Коганом и В. Е. Таращенко). Gordon and Breach, 1990.
- Очерки о совместной работе математиков и врачей (совместно с Б. И. Розенфельдом и М. А. Шифриным). Серия «Синергетика: от прошлого к будущему». 2-е изд. Едиториал УРСС: Москва, 2004.

### Статьи
Основной список статей И. М. Гельфанда по математике можно просмотреть здесь. Гельфанд — обладатель числа Эрдёша 3 с эксцентричностью 12 (см. здесь Архивная копия от 21 сентября 2007 на Wayback Machine).

#### Протеомика
- Gelfand IM, Kister AE. Analysis of the relation between the sequence and secondary and three-dimensional structures of immunoglobulin molecules. Proceedings of the National Academy of Sciences USA 92:10884-8, 1995.

### Экспериментальная патоморфология
- Krendel M, Gloushankova NA, Bonder EM, Feder HH, Vasiliev JM, Gelfand IM. Myosin-dependent contractile activity of the actin cytoskeleton modulates the spatial organization of cell-cell contacts in cultured epitheliocytes. Proceedings of the National Academy of Sciences USA 96:9666-70, 1999.

#### Нейрофизиология
- Arshavsky YI, Gelfand IM, Orlovsky GN, Pavlova GA. Messages conveyed by spinocerebellar pathways during scratching in the cat. I. Activity of neurons of the lateral reticular nucleus. Brain Research 151:479-91, 1978.

#### Клиническая медицина
- Гельфанд И. М., Гринберг А. А., Извекова М. Л. Прогноз рецидива и хирургическая тактика при язвенных гастродуоденальных кровотечениях // Информатика и медицина: Сб. — М.: Наука, 1996.